# Франклін Делано Рузвельт
Фра́нклін Де́лано Ру́звельт (англ. Franklin Delano Roosevelt, МФА: [ˈfræŋklɪn ˈdɛlənoʊ ˈroʊzəˌvɛlt]; 30 січня 1882, Нью-Йорк, США — 12 квітня 1945, Вашингтон, США) — американський політик та державний діяч, адвокат, 32-й Президент США в 1933—1945 роках від Демократичної партії. Єдиний президент США, який обирався більше ніж на два терміни. Вважається одним з найбільш видатних політичних діячів в історії США.
Був губернатором штату Нью-Йорк у 1929—1933 роках. Став президентом під час Великої депресії, запровадив програму «Нового Курсу», що запустила реформи в економіці на основі балансу вільного ринку та державного етатизму (у дусі ідей Кейнса), а також форму соціальних програм, що зробило Рузвельта дуже популярним серед населення.
Був головною постаттю у світових подіях під час першої половини XX століття. Після початку Другої світової війни запровадив програму ленд-лізу для підтримки військових союзників і підготував Атлантичну хартію.
Франклін Делано Рузвельт — далекий родич 26-го президента США Теодора Рузвельта, а дружина Франкліна Елеонора Рузвельт доводилася Теодору племінницею.

## Ранні роки
Франклін Делано Рузвельт народився в родині заможного землевласника й підприємця, яка мала широкі зв'язки в політичних колах північно-східних штатів. Належав до «Рузвельтів із Гайд-парку» — гілки родини, яка виділилася в XVII столітті. До іншої впливової гілки — «Рузвельтів з Ойстер-бея» — належав 26-й президент США Теодор Рузвельт (1858—1919).
Мати Франкліна опікувалася його освітою. Коли хлопчикові було сім років, його стали навчати приватні викладачі. До 14 років юний Франклін здобував освіту тільки вдома, після чого його відправили до приватної школи в Гортоні, де йому доводилося жити майже в спартанських умовах. Кімнати учнів були мізерно малі, вода в душі часто холодна, але всупереч усім незручностям на вечері учні мали бути в костюмах, білих сорочках з накрохмаленими комірцями й лакових черевиках.

Франклін Рузвельт у 18-річному віці.

Восени 1900 року він вступив до Гарвардського університету, у Кембриджі, недалеко від Бостону. Франклін оселився разом із земляком Л. Брауном у трикімнатній квартирі, розташованій у Вестморлі-корт, районі дорогих пансіонів. 7 грудня 1900 року в 72-річному віці помер батько Рузвельта і його мати переїхала до Бостону, ближче до сина.
В університеті Франклін записався на максимально можливу кількість курсів, насамперед у галузі гуманітарних наук. Він вивчав англійську і французьку літературу, латину, геологію, палеонтологію, ораторське мистецтво, історію, державне право й економіку. Там же він захопився журналістикою та друкувався у студентській газеті «Крімсон», а з 1903 року став її головним редактором.
У 1903 році Франклін здобув освітній ступінь бакалавра та продовжив навчання для одержання освітнього ступеня магістра мистецтв. Проте, вже восени 1904 року, Рузвельт залишив Гарвард та вступив до юридичної школи Колумбійського університету в Нью-Йорку.
У 1905 році одружився зі своєю далекою родичкою Елеонорою Рузвельт, племінницею президента Теодора Рузвельта. У подружжя Рузвельтів народилося шестеро дітей, один з яких помер у дитинстві. Елеонора Рузвельт зіграла значну роль у політичній кар'єрі чоловіка, особливо після 1921 року, коли він захворів на паралітичну форму поліомієліту і вже не розлучався з інвалідним кріслом.
У 1907—1910 роках працював у юридичній фірмі.

## Політична кар'єра
Рузвельт рано включився в активну політичну діяльність у лавах Демократичної партії, незважаючи на те, що походив із багатої родини, і вся його родина та родичі підтримували Республіканську партію (а далекий родич Теодор Рузвельт був президентом від цієї партії).
У 1910 році він був обраний в сенат штату Нью-Йорк. У передвиборчій президентській кампанії 1912 року він активно підтримав демократа Томаса Вудро Вільсона. В адміністрації президента Вільсона Рузвельту запропонували пост помічника морського міністра. Рузвельт одразу погодився переїхати до Вашингтону, де протягом 1913—1920 років, виступав за посилення військово-морської могутності США, що було необхідно для здійснення політики «великого кийка».
1914 року він зробив спробу отримати місце сенатора в Конгресі США, але зазнав невдачі. У 1920 році під гаслом вступу США до Ліги Націй Рузвельт балотувався від Демократичної партії у віцепрезиденти США в парі з кандидатом у президенти Джеймсом Коксом. Зазнав поразки й повернувся до приватної юридичної практики та підприємництва.

## Хвороба
3 серпня 1921 року після купання в озері Фанді (Канада), Рузвельт захворів на поліомієліт. У результаті лікарської помилки хірурга У. Кіна, Рузвельту призначили неправильне лікування, яке призвело до паралічу. Після дзвінка з Бостону лікаря Роберта Ловетта, правильний діагноз встановили, однак лікування не призвело до відновлення діяльності ніг. Однак це легенда того часу, адже появі паралічів при поліомієліті, який почався, і на сьогодні неможливо запобігти (особливо у дорослих), а відновити рух вкрай важко (тільки при парезах), а при повних паралічах — неможливо. Політик на все життя став інвалідом, втратив здатність вільно пересуватися. Однак він не змирився з хворобою, проходив курс спеціальних процедур і пізніше на публіці старався робити свій стан якомога менш помітним, вставав на ноги й стоячи виголошував найзначніші промови. Рузвельт на три роки відійшов від політики та занурився в роздуми. До 1928 року залишався «в тіні», не заявляв про себе на громадській або політичній арені, але ставав все помітнішою фігурою в керівництві Демократичної партії.

## Губернатор штату Нью-Йорк
У 1928 році Рузвельта обрали губернатором економічно і політично впливового штату Нью-Йорк. Пробувши два терміни на посаді губернатора, він отримав дуже цінний досвід, який знадобився йому в роки президентства. У 1931 році, в момент загострення економічної кризи, він створив у штаті Тимчасову надзвичайну адміністрацію з надання допомоги сім'ям безробітних. Також Рузвельт запровадив традицію спілкування з виборцями за допомогою радіо, які відомі як «бесіди біля каміна».

## Президентська кампанія: 1932

Кольорове фото Рузвельта 1933 року.

Президентські вибори 1932 року проходили 8 листопада 1932 року. Ще продовжувалась «Велика депресія», яка шаленіла до 1933 року. Разом з економікою страждала також і репутація президента Герберта Гувера. На настрої виборців впливала ще чинна заборона на спиртні напої в США, яка отримала назву «Сухого закону». Демократ Франклін Рузвельт побачив в цьому можливість свого успіху на майбутніх президентських виборах, обіцяючи політику реформ, відому як «Новий курс».
Багато хто з демократів сподівався, що вибори 1932 року призведуть до обрання першого після Вудро Вільсона президента від їх партії. Переобрання Рузвельта на посаду губернатора Нью-Йорка говорило про нього як про найімовірнішого переможця при висуванні від Демократичної партії на посаду 32-го президента США. Після чотирьох голосувань з'їзду його кандидатура отримала необхідну більшість голосів. Дізнавшись про свою перемогу в праймериз, Рузвельт прилетів на партійний з'їзд в Чикаго, ставши першим кандидатом в президенти, який особисто прийняв номінацію.

У своїй історичній промові на цьому з'їзді він сказав:
Я клянуся вам, я клянусь собі в новому курсі для американського народу… Це більше, ніж політична кампанія. Це заклик до зброї.
Під час передвиборчих виступів Рузвельта його всюди зустрічали величезні натовпи, які вітали претендента. Гасло його передвиборчої кампанії «Знову настають щасливі дні» (англ. «Happy Days Are Here Again») стало одним із найпопулярніших в історії Сполучених Штатів.
У результаті виборів Франклін Рузвельт отримав підтримку 57,4 % виборців, чим здобув яскраву перемогу на виборах, яка ознаменувала початок ери домінування Демократичної партії в політиці США.

## Президент
Коли Рузвельт вступив на посаду, США перебували у небувалій кризі. У лютому 1933 року всій банківській системі загрожував крах, і було кілька випадків голодної смерті в країні, у якій не було дефіциту продуктів харчування. У перші сто днів свого президентства (що почалося в березні 1933 року) Рузвельт здійснив низку важливих реформ. Для відновлення банківської системи одразу після вступу на посаду уряд Рузвельта оголосив чотириденні банківські канікули та запровадив «Надзвичайний закон про банки». У травні Рузвельт підписав закон про створення Федеральної надзвичайної адміністрації допомоги голодним і безробітним. Було прийнято Закон про рефінансування фермерської заборгованості, а також Закон про відновлення сільського господарства, який передбачав державний контроль за обсягом виробництва сільськогосподарської продукції. Рузвельт вважав найбільш перспективним Закон про відновлення промисловості, який передбачав комплекс урядових заходів з регулювання промисловості. Президент започаткував політику «Нового курсу».

### Новий курс
Усі заходи в цій галузі служили трьом цілям: радикальній реформі хаотичної банківської системи, нагляду і контролю за торгівлею цінними паперами і створенню законних основ для інфляційної політики держави, щоб подолати дефляцію за допомогою нової грошової емісії.

У тогочасних США політику Рузвельта доволі часто порівнювали з фашистськими методами управління.
Політику Рузвельта можна привести до одного знаменника на базі однієї гіпотези… Містер Рузвельт прагне йти до фашизму.
— писав американський публіцист І. Ф. Стоун.
Період, який почався світовою економічною кризою 1929—1933 років і завершився перемогою сил антигітлерівської коаліції, посідає особливе місце в історії. Роль Рузвельта та його оточення у визначенні принципів та реалізації соціальної та зовнішньополітичної стратегії, спрямованої на збереження й зміцнення економічних та зовнішньополітичних позицій США, неоціненно велика.
15 квітня 1935 року в Білому домі у Вашингтоні Франклін Рузвельт підписав перший в історії міжнародний договір «Про охорону художніх і наукових закладів та історичних пам'яток (Пакт Реріха)».

### Другий етап Нового курсу: 1935—1940
Другий етап «Нового курсу» розпочався зі звернення Франкліна Рузвельта до Конгресу 4 січня 1935 року, в якому він запропонував створити систему соціального страхування та збільшити обсяги суспільних робіт для безробітних. Найпродуктивнішою щодо прийняття рішень виявилась середина 1935 року. Якщо на першому етапі впровадження Нового курсу уряд намагався керувати економікою за допомогою федеральних агентств і регламентування промисловості, то «Другий Новий курс» цілком сприймав реалії ринкової економіки, заснованої на підприємницькій ініціативі. Уряд прагнув регулювати господарську діяльність за допомогою антитрестових законів і державного регулювання. Однак уряд продовжував регулювати аграрний сектор, встановлюючи розміри квот, щоб обмежити виробництво. На федеральній владі також лежала відповідальність за дотримання паритету товарних цін. Характерною особливістю «Другого Нового курсу» стало законодавче запровадження і значне розширення соціальних прав і гарантій найманих працівників. У 1935 році були проведені важливі реформи в галузі праці (закон Вагнера), соціального забезпечення, оподаткування, банківської справи й т. п.
Під час виборів 1936 року Рузвельт здобув виняткову перемогу. Це дозволило йому в 1937—1938 роках просунутися в галузі цивільного будівництва, заробітної плати та трудового законодавства. Ухвалені Конгресом з ініціативи президента закони були сміливим експериментом державного регулювання з метою зміни розподільного механізму економіки та соціального захисту населення.
Після економічного спаду 1937—1938 років, в якому винили скорочення урядом державних видатків, адміністрація Рузвельта була готова стимулювати споживчий попит, попри дефіцит бюджету. Вважають, що «Новий курс» закінчився у 1940 році, коли увага адміністрації Рузвельта перемкнулась на міжнародні проблеми та переозброєння.

## Друга світова війна
Економіка США поступово виходила з Великої депресії на тлі розпочатої Другої світової війни. Президент-демократ Франклін Рузвельт висунув свою кандидатуру в президенти втретє наперекір складеної ще за часів Джорджа Вашингтона традиції перебування не більше двох термінів на посаді президента. Рузвельт користувався широкою підтримкою профспілок та населення великих міст. Його підтримували етнічні меншини й традиційно продемократичні штати півдня. Суперник Рузвельта — республіканець Венделл Вілкі критикував Рузвельта за нездатність подолати економічну депресію та прагнення до війни. Рузвельт, знаючи про широке поширення ізоляціоністських настроїв у Сполучених Штатах, обіцяв, що країна не буде брати участь в іноземних війнах, якщо його оберуть президентом. Того часу він пообіцяв, що «не відправить американських солдатів ні в яку іноземну війну», про що незабаром пошкодував.
Бліцкриг Гітлера в Європі та третя поспіль перемога Рузвельта на виборах 1940 року активізували американську допомогу Великій Британії.
11 березня 1941 року президент підписав «Закон про подальше зміцнення обороноздатності Сполучених Штатів та про сприяння іншим цілям» для антигітлерівської коаліції. Закон про ленд-ліз поширювався на СРСР, якому було надано безвідсоткову позику на суму 1 млрд доларів США.
Рузвельт прагнув якомога довше обмежуватися постачанням озброєння, за можливості уникаючи широкомасштабної участі США в європейській війні. При цьому під гаслом «активної оборони» з осені 1941 року в Атлантиці йшла «неоголошена війна» з Німеччиною. Дозволялося ведення прицільного вогню по німецьких та італійських суднах, які зайшли в зону безпеки США, скасовані статті законодавства про нейтралітет, що забороняли озброєння торгових кораблів та захід американських суден у зони бойових дій.
Напад 7 грудня 1941 року японських літаків на американську військово-повітряну базу Перл-Гарбор в Тихому океані став несподіванкою для Рузвельта, який намагався в останні місяці 1941 року шляхом дипломатичних переговорів відтягнути неминучу війну з Японською імперією. Наступного дня США і Велика Британія оголосили війну Японії, а 11 грудня війна Сполученим Штатам була оголошена Німеччиною та Італією. Рузвельт, відповідно до конституції, взяв на себе всі обов'язки головнокомандувача у воєнний час. Він доклав чимало зусиль для зміцнення антигітлерівської коаліції, надаючи велике значення створенню Організації Об'єднаних Націй.
1 січня 1942 року у Вашингтоні відбулося підписання Декларації Об'єднаних Націй, яка закріплювала цей союз у міжнародно-правовому порядку. Водночас Рузвельт тривалий час займав вичікувальну позицію в питанні про відкриття другого фронту.
Рузвельт вперше на Квебекській конференції (1943) виклав свій проєкт створення міжнародної організації та відповідальності США, Великої Британії, СРСР і Китаю («чотирьох поліцейських») за збереження миру. Обговорення цієї теми було продовжено на Московській конференції, Тегеранській конференції та на конференції в садибі Думбартон-Окс, Вашингтон. 1944 року Рузвельт взяв участь у другій Квебекській конференції, на якій обговорювалося майбутнє повоєнної Німеччини.
7 листопада 1944 року пройшли чергові президентські вибори в США, попри те, що Франклін Рузвельт був президентом вже три терміни поспіль, він залишався дуже популярним серед американців. Республіканці виступали з критикою Нового курсу Рузвельта та закликали до скорочення уряду і менш регульованої економіки. Для того, щоб заглушити чутки про своє погане здоров'я, Рузвельт доклав величезних зусиль для активної кампанії в жовтні, постійно з'являючися на вулицях міст у кабріолеті. Військові перемоги США в Європі та у Тихому океані, такі як звільнення Парижа в серпні 1944 року та успішна морська битва у затоці Лейте на Філіппінах в жовтні, зробили перемогу Рузвельта безсумнівною.

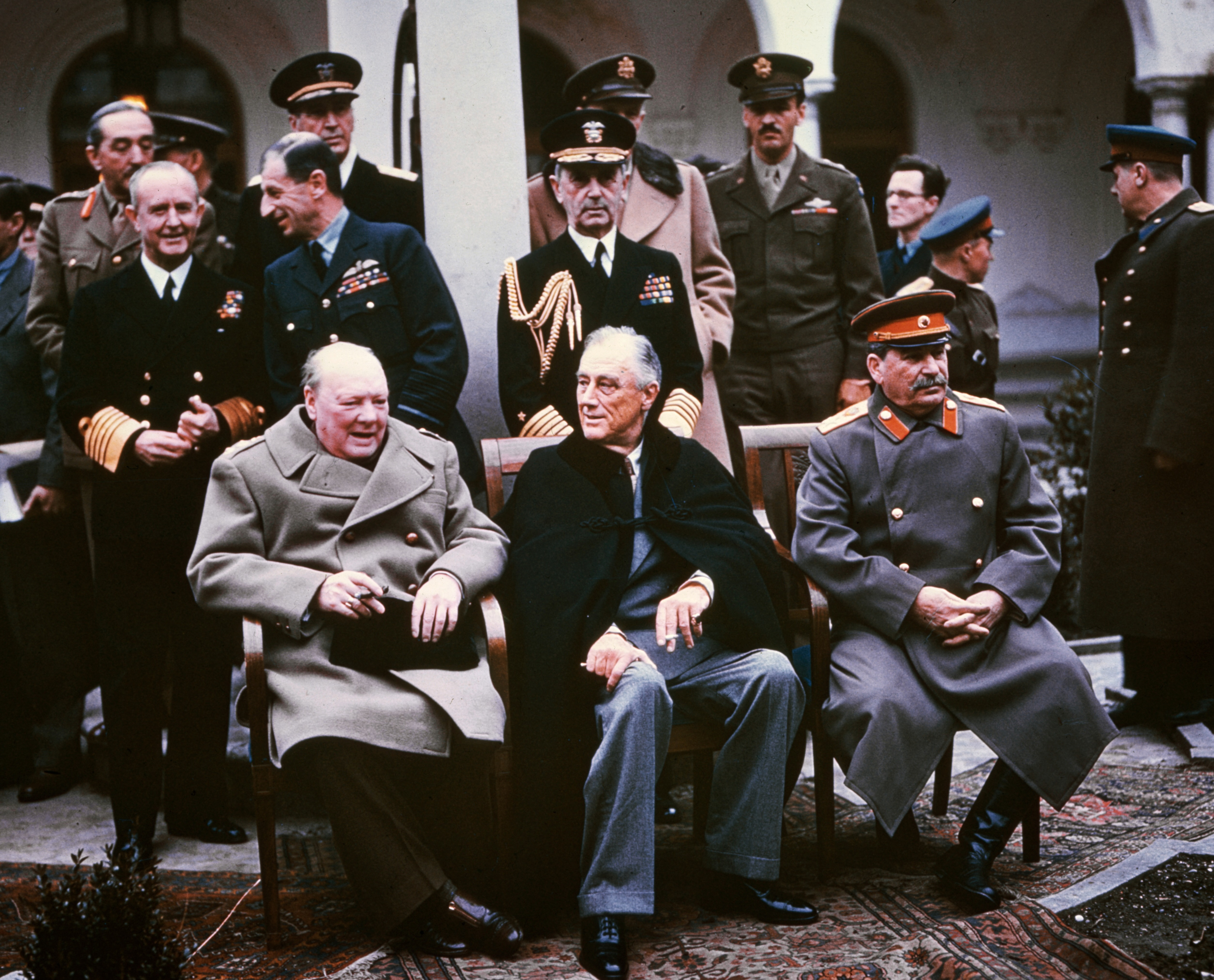
Ялтинська конференція 1945: Вінстон Черчилль, Рузвельт і Йосип Сталін

Переобраний в 1944 році на четвертий термін Рузвельт вніс значний внесок в історичні рішення Ялтинської конференції 1945 року. Його реалістична позиція була продиктована тверезим прорахунком поточної військово-стратегічної та політичного становища у зв'язку з успішним просуванням радянських військ у Східній Європі та бажанням домовитися про вступ Радянського Союзу у війну з Японією.

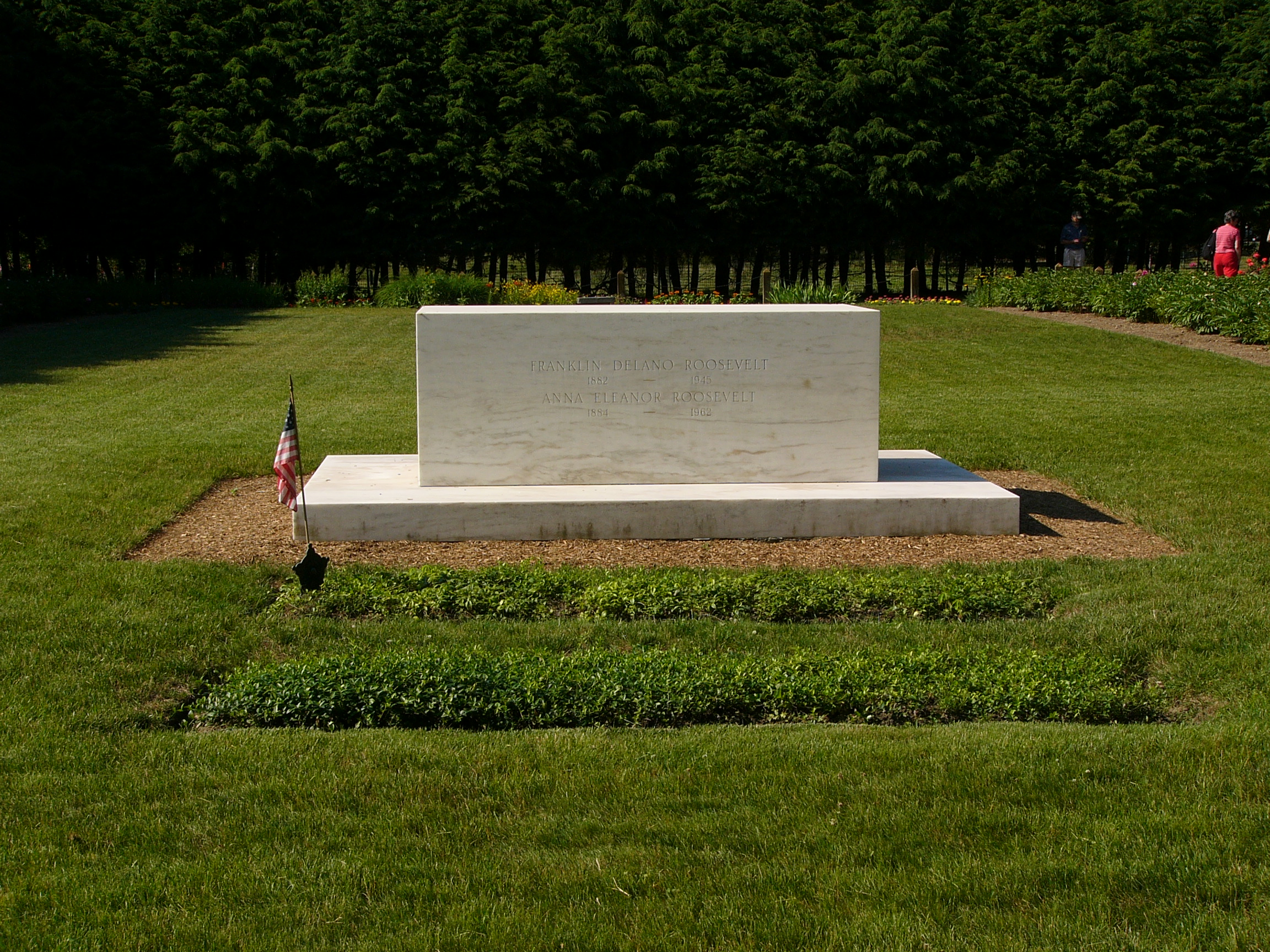
Місце останнього спочивання Франкліна Делано Рузвельта.

Після повернення з Тегерана радники помітили різке погіршення здоров'я президента. Після обстеження у кардіологічній клініці в Віфезді лікар Хауард Бруен виявив, що президент страждає від обмінної та гіпертонічної енцефалопатії, застійної серцевої недостатності, хронічної артеріальної гіпертензії. Лорд Моран, який супроводжував Черчилля на Ялтинській конференції записав, що Рузвельт виглядав дуже хворою людиною із запущеним атеросклерозом. Попри втому та хворобу, Рузвельт продовжував займатися державними справами та готувався до відкриття 23 квітня конференції Об'єднаних Націй у Сан-Франциско, а також 17 липня до відкриття Потсдамської конференції. Проте, 12 квітня 1945 року Франклін Рузвельт помер від крововиливу в мозок.

## Оцінка діяльності
Рузвельт завжди залишався тверезим і прагматичним політиком. Чотири рази переобирався на пост президента країни (що є рекордом в історії США) і обіймав його до самої смерті.
З його іменем пов'язана також одна із найзначніших сторінок в історії зовнішньої політики та дипломатії США, і зокрема участь США в антигітлерівської коаліції. Велика роль Рузвельта у формуванні та втіленні в життя так званого «Нового курсу» всередині країни, курсу демократичної спрямованості, що зіграло видатну роль у стабілізації економічної та соціальної ситуації в країні в період після глибокої економічної кризи 1929—1934 років, курсу, що дозволив уникнути тяжких соціально-політичних потрясінь. Рузвельт проявив себе як неординарний, гнучкий політик, який тонко відчуває ситуацію, здатний правильно вгадувати тенденції та своєчасно і точно реагувати на зміну настрою всіх верств суспільства. Він робив все, щоб зберегти та розвинути чинний суспільно-економічний лад у країні й зміцнити домінантне положення США в усьому світі.

В одному зі своїх листів наприкінці січня 1941 року Томас Манн, великий німецький письменник-гуманіст, що емігрував із нацистської Німеччини, писав про прийняття у президента Рузвельта в Білому домі:
Подальша наша подорож була цікава і втомлива — цікава, звичайно, особливо на наступному етапі, де нас прийняли з винятковою увагою. Запаморочливою вершиною його був коктейль в робочому кабінеті, коли іншим запрошеним на обід гостям довелося чекати внизу. Але у нас вже був з «ним» перший сніданок. «Він» знову справив на мене сильне враження або, вірніше, знову викликав у мене інтерес і симпатію: важко схарактеризувати цю суміш хитрості, сонячності, розпещеності, кокетства і чесної віри, але є на ньому якась ознака благодаті, і я прилучивсь до нього як до природженого, на мій погляд, противника того, що має впасти.
Впасти повинен був фашизм. Це зауваження письменника-антифашиста точно і яскраво передає складний і суперечливий внутрішній світ 32-го президента США.

## 22-га поправка до Конституції
До Франкліна Рузвельта жодна людина не обіймала пост президента США понад два рази. Багато в чому це було наслідком традиції, що йде від Джорджа Вашингтона, першого президента США, що відмовився балотуватися на третій термін.
Порушення Рузвельтом цієї традиції призвело до її оформлення у вигляді закону та ухвалення 22-ї поправки до Конституції США. Поправку було запропоновано вже через два роки після смерті Рузвельта (у 1947 році), вона набрала чинності в 1951 році, під час другого терміну Гаррі Трумена.
Оскільки посаду президента США можна обійняти не тільки в результаті виборів (віцепрезидент стає президентом у випадку смерті, відставки або імпічменту свого попередника), у поправці передбачено положення про те, що виконання повноважень президента США протягом хоча б двох повних років прирівнюється до повного президентського терміну.
Поправка не мала зворотної сили, тому Гаррі Трумен мав теоретичну можливість балотуватися на третій термін — хоча його перший термін тривав майже повні чотири роки, він не був обраний на нього, а отримав у результаті смерті Рузвельта (через три місяці після чергової інавгурації). Трумен не скористався цією можливістю й в 1952 році відмовився від участі у виборах.

### Промови і виступи
- Перша інавгураційна промова (рос.)
- «Чотири свободи» (рос.)
- Воєнне послання нації (рос.)